# Derakht Chaman
Derakht Chaman (persiska: دِرَخت چَمَن) är en ort i Iran.   Den ligger i provinsen Lorestan, i den centrala delen av landet, 300 km sydväst om huvudstaden Teheran. Derakht Chaman ligger 1 785 meter över havet och antalet invånare är 146.
Terrängen runt Derakht Chaman är bergig åt sydost, men åt nordväst är den kuperad. Derakht Chaman ligger nere i en dal.Runt Derakht Chaman är det ganska glesbefolkat, med 29 invånare per kvadratkilometer. Närmaste större samhälle är Pīr Emām, 7,3 km sydväst om Derakht Chaman. Trakten runt Derakht Chaman består i huvudsak av gräsmarker.